# إريك مارتن (لاعب كرة قدم كندية، مواليد 1991)
إريك مارتن (بالإنجليزية: Eric Martin)‏ هو لاعب كرة قدم أمريكية ولاعب كرة قدم كندية أمريكي، ولد في 21 يوليو 1991 في مورينو فالي في الولايات المتحدة.

## وصلات خارجية
- إريك مارتن على موقع مرجع كرة القدم المحترفة.كوم (الإنجليزية)